# Desportivo Brasil
Desportivo Brasil Participações Ltda., lub też Desportivo Brasil – brazylijski klub piłkarski z siedzibą w Porto Feliz w stanie São Paulo.

## Historia
19 listopada 2005 roku Traffic Group założyło klub pod nazwą Desportivo Brasil. Trzy lata później, 27 listopada 2008 roku, angielski gigant Manchester United podpisał współpracę z klubem. „Czerwone Diabły” mają prawo pierwokupu, oraz mogą testować u siebie młode talenty. Oba kluby współpracują również z FC Twente do którego klub z Manchesteru może wypożyczyć zawodników z Desportivo jeśli ci będą mieli problemy z uzyskaniem pozwolenia na pracę w Anglii. Klub współpracuje obecnie również z kilkoma innymi zespołami.

## Stadion
Od 2010 roku zespół rozgrywa swoje mecze na Estádio Municipal Alfredo Chiavegato ulokowanym w mieście Jaguariúna. Stadion może maksymalnie pomieścić 15,000 ludzi. Pierwotnie swoje mecze rozgrywali na  Estádio Municpal Vila Porto, który mógł pomieścić tylko 5000 ludzi.

## Sztab
- Manager sprzętu: Marcos Ferraz
- Manager strojów: Cicero Gomes
- Trener fitnessu: Kako
- Masażysta: Luiz Eduardo Rodrigues
- Manager zespołu młodzieżowego: Pita
- Trener zespołu U-20: Ailton Silva
- Asystent trenera U-20: Eduardo Oliveira Chaves
- Trener zespołu U-17: Waldemar Privati
- Asystent trenera U-17: Emerson Vieira Marinho
- Trener fitnessu U-17 i U-15 : André Galbe
- Trener U-15 : Luciano Morais dos Santos
- Asystent trenera U-15: Wilson Roberto